# Mesoleuca bakeri
Mesoleuca bakeri là một loài bướm đêm trong họ Geometridae.